# Borgo Libertà
Borgo Libertà è una frazione rurale di 102 abitanti appartenente alla città di Cerignola (FG) da cui dista circa 18 chilometri.
Si trova lungo la strada provinciale 95 che da Cerignola porta a Candela, al crocevia di due importanti strade che ripercorrono il vecchio tracciato dei tratturi usati durante la transumanza.

## Storia
Fino alla prima metà del Novecento l'agro di Borgo Libertà apparteneva al comune di Ascoli Satriano; passò a Cerignola durante l'epoca fascista. Il borgo di fondazione risale al 1951, successivamente alla Riforma fondiaria, e fu realizzato dall'Ente per lo Sviluppo dell'Irrigazione e la Trasformazione Fondiaria di Puglia e Lucania (ribattezzato prima ERSAP e poi Settore riforma fondiaria - Ufficio ex ERSAP).

## Monumenti e luoghi d'interesse
La borgata ospita il complesso monumentale Torre Alemanna, uno dei siti più importanti della Puglia realizzato dai cavalieri teutonici, sottoposto dal 1983 a regime di tutela con declaratoria di vincolo quale bene monumentale.